# Zodarion scutatum
Zodarion scutatum är en spindelart som beskrevs av Jörg Wunderlich 1980. Zodarion scutatum ingår i släktet Zodarion och familjen Zodariidae.
Artens utbredningsområde är Slovenien. Inga underarter finns listade i Catalogue of Life.